# 크렙스-헨젤라이트 용액
크렙스-헨젤라이트 용액(영어: Krebs–Henseleit solution)은 한스 크렙스와 쿠르트 헨젤라이트가 개발했으며, 나트륨(Na), 칼륨(K), 염화물(Cl), 칼슘(Ca), 황산 마그네슘(MgSO4), 중탄산염(HCO3), 인산염(PO4), 포도당을 함유하며 때로는 알부민, 트리스(히드록시메틸)아미노메테인(THAM)을 보충한 용액이다.
예를 들어 생체외 동맥 연구, 랑겐도르프 심장 준비 및 포유동물 골격근의 생체외 근육 테스팅 등에 실험적으로 사용되었다.

## 같이 보기
- 시트르산 회로
- 요소 회로
- 한스 크렙스